# Диана (женский футбольный клуб)
«Диана» — ранее существовавший российский женский футбольный клуб из Москвы.

## История
Клуб был создан в 1997 году. В 1998 году заявился в Первый дивизион и, заняв второе место, получил повышение в Высший дивизион. В сезоне 1999 года занял в Высшем дивизионе последнее место, но сохранил в нём «прописку». В 2000 году сохранил место в Высшем дивизионе, заняв 8-е место, но по финансовым причинам прекратил существование. Место в Высшем дивизионе было передано «Спартаку» Москва.
По итогам сезона 1999 года в список «33 лучших футболистка России» включены игроки клуба:
- Татьяна Чеверда — правая защитница, № 1;
- Анастасия Пустовойтова — левая защитница, № 3;
- Елена Давыдова — центральная защитница, № 3.

По итогам сезона 2000 года в список «33 лучших футболистка России» включена: Е. Батищева — правая защитница, № 3.
В 1999 году Татьяна Чеверда и Алла Волкова были заявлены в сборную России для участия в финальной части Чемпионата мира в США.
В конце ноября 2000 года в болгарском городе Албена, состоялись игры второго этапа в 5-й отборочной группе первенства Европы среди команд девушек (возраст до 18 лет). Главным тренером сборной России Валентином Гришиным на игры были вызваны игроки «Дианы»: Е. Батищева, Лина Рабах, Мария Дьячкова, Екатерина Макаренкова и Ирина Миронова.

## Достижения

### Титульные
- Первый дивизион — 2-е место (в 1998 году).
- Чемпионат России — 8-е место (в 1999 и 2000 году).
- Кубок России — 1/4 финала (в 1998, 1999 и 2000 году).

### Матчевые
Самая крупная победа в Чемпионате одержана над клубом «Дон-Текс» Шахты со счетом 4:1 (7 мая 2000).
Самая крупная победа в Кубке одержана над клубом «Русь-Чертаново» Москва со счетом 3:2 (? 1998).
Самые крупные поражения в Чемпионате: 0:8 от клуба «Энергия-XXI век» Воронеж (5 июня и 20 сентября 2000), от клуба «Рязань-ТНК» Рязань (25 августа 2000).
Самое крупное поражение в Кубке: 0:7 от клуба «ВДВ» Рязань (? 1999).

## Результаты выступлений
без учёта мячей забитых в сериях послематчевых пенальти
с учётом технических результатов

| Сезон                            | Чемпионат России                 | Чемпионат России                 | Чемпионат России                 | Чемпионат России | Чемпионат России | Чемпионат России | Чемпионат России | Чемпионат России | Чемпионат России | Чемпионат России | Чемпионат России | Кубок    | Источники |
| Сезон                            | Дивизион                         | Этап                             | Место                            | И                | В                | Н                | П                | МЗ               | МП               | РМ               | О                | Кубок    | Источники |
| -------------------------------- | -------------------------------- | -------------------------------- | -------------------------------- | ---------------- | ---------------- | ---------------- | ---------------- | ---------------- | ---------------- | ---------------- | ---------------- | -------- | --------- |
| 1998                             | Первый дивизион                  | —                                | 2 из 7                           | 12               | 9                | 2                | 1                | 29               | 8                | +21              | 29               | ¼ финала | [ 7 ]     |
| 1999                             | Высший дивизион                  | 1 этап                           | 8 из 8                           | 14               | 1                | 0                | 13               | 4                | 41               | -37              | 3                | ¼ финала | [ 8 ]     |
| 1999                             | Высший дивизион                  | Турнир за 5 место                | 8 из 8                           | 6                | 1                | 1                | 4                | 4                | 13               | -9               | 4                | ¼ финала | [ 8 ]     |
| 1999                             | Высший дивизион                  | Высший дивизион 1999 (Итог)      | 8 из 8                           | 20               | 2                | 1                | 17               | 8                | 54               | -46              | 7                | ¼ финала | [ 8 ]     |
| 2000                             | Высший дивизион                  | —                                | 8 из 9                           | 16               | 3                | 0                | 13               | 13               | 55               | -42              | 9                | ¼ финала | [ 9 ]     |
| Итого Первый дивизион (1 сезон)  | Итого Первый дивизион (1 сезон)  | Итого Первый дивизион (1 сезон)  | Итого Первый дивизион (1 сезон)  | 12               | 9                | 2                | 1                | 29               | 8                | +21              |                  |          |           |
| Итого Высший дивизион (2 сезона) | Итого Высший дивизион (2 сезона) | Итого Высший дивизион (2 сезона) | Итого Высший дивизион (2 сезона) | 36               | 5                | 1                | 30               | 21               | 109              | -88              |                  |          |           |
| Всего                            | Всего                            | Всего                            | Всего                            | 48               | 14               | 3                | 31               | 50               | 117              | -67              |                  |          |           |

1. ↑  в сезоне 1999 итоговое количество очков определялось по сумме очков, набранных в матчах 2-го этапа и бонусных очков, набранных в матчах 1-го этапа с командами, которые вышли во 2-й этап из той же четвёрки команд в верхней или нижней части таблицы 1-го этапа
2. ↑  после сезона 2000 «Диана» в связи с финансовыми трудностями прекратила существование в межсезонье путём преобразования в «Спартак»

### Кубок России
без учёта мячей забитых в сериях послематчевых пенальти
без учёта технических результатов

| Сезон             | Кубок России | Кубок России | Кубок России | Кубок России | Кубок России | Кубок России | Кубок России | Кубок России |
| Сезон             | И            | В            | Н            | П            | МЗ           | МП           | РМ           | Итог         |
| ----------------- | ------------ | ------------ | ------------ | ------------ | ------------ | ------------ | ------------ | ------------ |
| 1998              | 2            | 1            | 0            | 1            | 3            | 4            | -1           | ¼ финала     |
| 1999              | 2            | 0            | 0            | 2            | 0            | 11           | -11          | ¼ финала     |
| 2000              | 2            | 0            | 0            | 2            | 0            | 8            | -8           | ¼ финала     |
| Итого за 3 сезона | 6            | 1            | 0            | 5            | 3            | 23           | -20          |              |